# Macrobaenetes sierrapintae
Macrobaenetes sierrapintae är en insektsart som beskrevs av Tinkham 1962. Macrobaenetes sierrapintae ingår i släktet Macrobaenetes och familjen grottvårtbitare. Inga underarter finns listade i Catalogue of Life.